# Colin Ireland
Colin Ireland, född 16 mars 1954 i Dartford, död 21 februari 2012 i Wakefield, var en brittisk seriemördare. Han sökte upp sina offer på gaypuben Coleherne i Earls Court i London under 1993 och titulerades Gay Slayer i brittiska kvällspressen.
Ireland valde att bli seriemördare av homosexuella män med intresse av BDSM utifrån att de var tacksamma offer om man fick möjlighet binda dem. Några av offren lyckades han tvinga till sig pengar eller PIN-kod till bankomatkort innan han mördade dem. Han arbetade planerat och metodiskt. Han tog med sig ett mördarkit i en ryggsäck innehållande rep, kniv, ett par handskar och ett ombyte kläder innan han begav sig ut. Efter dådet stannade han kvar hos offret över natten för att städa upp brottsplatsen från forensiska spår och för att väcka mindre misstanke genom att lämna platsen i samband med att alla andra gav sig ut i morgonrusningen.
Till tidningen The Sun skall han ha sagt att: Det var mitt nyårslöfte att mörda en människa. Och i ett telefonsamtal till den brittiska polisen efter sista mord skall han ha sagt: Jag har läst många böcker om seriemördare. Jag tror det är från fyra som FBI klassificerar det som "seriemord", så jag kan sluta nu när jag gjort fem. Jag ville testa om det var möjligt... Jag kommer troligen aldrig återfalla i brott.
Ireland överlämnade sig till polisen efter att de hade offentliggjort bild på honom från övervakningskamera som visade honom tillsammans med sitt sista offer på en tunnelbanestationen Charing Cross i London. Han erkände att det var han som var på bilden men att han inte hade något med morden att göra. Men trots hans noggrannhet med att städa undan spår efter sig så hade han lämnat fingeravtryck på fönsterbrädan hos ett av offren som kunde knyta honom till brottsplatsen.
Irland erkände brotten den 20 december 1993 och dömdes till livstids fängelse. Där satt han i 18 år tills han dog i Wakefieldfängelset den 21 februari 2012. Obduktionen visade att han dog av naturliga orsaker i sviterna av lungfibros och att tio dagar tidigare fallit på fängelsegården och brutit höften.